# V Jump
V Jump (jap. Vジャンプ, ブイジャンプ Bui Janpu) – japoński magazyn poświęcony mandze, skierowany do nastolatków płci męskiej i dlatego zaliczany jest do kategorii shōnen. Skupia się na mangach i grach komputerowych opartych na popularnych seriach; zawiera również artykuły o grach. Czasopismo zadebiutowało 25 maja 1993 roku i jest wydawane co miesiąc przez wydawnictwo Shūeisha w ramach linii magazynów Jump. W 2004 roku magazyn osiągnął najniższy nakład w liczbie około 150 000 egzemplarzy, z kolei w 2010 roku osiągnął najwyższy nakład z ponad 390 000 egzemplarzy.

## Historia
Od 1983 roku rozpoczęto wydawanie prototypowego magazynu o nazwie Hobby's Jump, który był spin-offem Monthly Shōnen Jump, jednak nie zdołał on przyciągnąć wielu stałych czytelników swoją tematyką gier komputerowych, mangi i innymi tematami, w wyniku czego jego wydawanie zakończono w grudniu 1988 roku. Mimo tego Shūeisha podjęła kolejną próbę w grudniu 1990 roku, wypuszczając pierwszy V Jump jako wydanie specjalne magazynu Weekly Shōnen Jump zatytułowane Weekly Shōnen Jump Tokubetsu Henshū Zōkan V Jump (jap. 週刊少年ジャンプ特別編集増刊 V JUMP). Początkowo wydano trzy numery w mniejszym, grubszym formacie, które pojawiły się odpowiednio w listopadzie 1990, czerwcu i listopadzie 1991 roku. Wówczas czasopismo było bardzo skoncentrowane na Toriyamie (od Dragon Ball przez Dragon Quest do Dr. Slump), jednak nawet te wczesne wydania specjalne nie osiągnęły docelowej sprzedaży i ponownie oficjalna premiera magazynu została przesunięta. Następnie wydano dodatkową czteronumerową wersję testową, która pojawiała się w listopadzie 1992, lutym, marcu i kwietniu 1993 roku.
Na początku lat 90. Shūeisha zleciła redaktorowi Weekly Shōnen Jump Kazuhiko Torishimie stworzenie V Jump jako magazynu dla dzieci, który mógłby konkurować z CoroCoro Comic wydawnictwa Shōgakukan. Torishima, wiedząc, że Shūeisha nie była w stanie tego zrobić, ponieważ brakowało jej doświadczenia i osobistych kontaktów, jakie miał Shōgakukan, stwierdził, że celowo wybrał temat, o którym wiedział, że nie będzie popularny w trzecim numerze. Następnie otrzymał pozwolenie na wznowienie działalności magazynu z nowym celem, jakim było łączenie w jednym medium treści na temat mangi, anime i gier komputerowych. Torishima stwierdził później, że przewidział, iż ludzie będą mogli uzyskać dostęp do wszystkich tych rzeczy w jednym miejscu, tak jak robią to smartfony, i chciał jak najszybciej „wydostać się z tonącego statku”, jakim były drukowane magazyny z mangą. Chciał również rozpocząć promocję gier, gdy znajdowały jeszcze w fazie rozwoju, dlatego osobiście odwiedzał duże studia gier i prosił je o podanie do publicznej wiadomości nazwisk i twarzy poszczególnych twórców. W 1992 roku Torishima opuścił Weekly Shōnen Jump, aby ponownie uruchomić V Jump i zostać jego redaktorem naczelnym. W tym samym roku zmieniono nazwę na krótkie V Jump, gdzie V oznaczało „Wirtualny” (a nie jak wcześniej „Zwycięstwo”), a po tym, jak jego sprzedaż okazała się wystarczająca, w 1993 miał premierę majowy numer magazynu, który oficjalnie stał się niezależną antologią o grach komputerowych (głównie dla serii Dragon Quest i Final Fantasy), jak również pojawiało się w nim wiele mang shōnen. Z kolei mangaka Akira Toriyama zaprojektował maskotkę magazynu zwaną V Dragon (jap. V龍), której nazwę wybrano w ankiecie czytelników. 
Magazyn nadal koncentrował na pracy Toriyamy przez większość lat 90., jednak w latach 2000. zaczęto promować inne franczyzy Shūeishy, które od tej chwili otrzymywały własne gry komputerowe i inne formy mediów. To spowodowało, że V Jump często był używany jako forma promocji, a jego okładki niekoniecznie odzwierciedlały jego zawartość. Na wielu okładkach pojawiały się takie postacie, jak Luffy czy Naruto, mimo że czasopismo nigdy nie publikowało mang One Piece i Naruto. Zostało to zmienione przez wspólny magazyn V Jump i Weekly Shōnen Jump, kiedy w 2010 roku powstał Saikyō Jump, który połączył tematykę V Jump z mangowymi spin-offami popularnych serii Shōnen Jump. W listopadzie 2020 roku komik Kendo Kobayashi został oficjalnie mianowany redaktorem V Jump.
Mimo że magazyn nadal koncentrował się na Dragon Ball, to od czasu zakończenia w Shōnen Jump oryginalnej serii Yu-Gi-Oh! V Jump stał się głównym rynkiem zbytu dla tej serii, w wyniku czego pojawiały się w nim wszystkie oficjalne spin-offy (Yu-Gi-Oh! GX, Yu-Gi-Oh! R), często dwa lub trzy jednocześnie. W V Jump pojawiło się również kilka serii, które były publikowane w Weekly Shōnen Jump, m.in. Shadow Lady stworzone przez Masakazu Katsurę, Go! Go! Ackman autorstwa Toriyamy czy Boruto. Później magazyn opublikował kontynuację klasycznej serii Dr.Slump, zatytułowaną The Brief Return of Dr. Slump, napisaną przez Takao Koyamę i zilustrowaną przez Katsuyoshiego Nakatsuru.

### V Jump Books
V Jump Books to linia przewodników V Jump po mangach i grach komputerowych, a także niektórych z premierowych wydań. To głównie poradniki do serii gier, wydawanych przez Square Enix. Jest to również drugi wydawca (obok Kōdansha) Disney Books w Japonii, ponieważ publikował książki i przewodniki do gier z serii Kingdom Hearts.

## Manga
Główną tematyką V Jump są informacje dotyczące gier komputerowych/zręcznościowych i gier karcianych. W związku z tym w magazynie występuje ograniczona liczba mang. Większość tytułów to komiksowe wersje animacji, gier komputerowych i karcianych. Obecnie w V Jump regularnie publikowanych jest dziewięć tytułów mangi.

### Serie aktywne
| Tytuł | Autorzy                                        | Premiera         | Uwagi                            |
| --- | ---------------------------------------------- | ---------------- | -------------------------------- |
| Boruto: - Boruto: Naruto Next Generations (jap. BORUTO-ボルト- -Naruto Next Generations- Boruto: Naruto Nekusuto Jenerēshonzu) (część I) - Boruto: Two Blue Vortex (jap. BORUTO -ボルト- -Two Blue Vortex- Boruto: Tū Burū Borutekkusu) (część II) | Mikio Ikemoto, Ukyō Kodachi, Masashi Kishimoto | 20 lipca 2019    | Przesunięta z Weekly Shōnen Jump |
| Dragon Ball Super (jap. ドラゴンボール超 Doragon Bōru Sūpā) | Akira Toriyama, Toyotarou                      | 20 czerwca 2015  | Zawieszona                       |
| Digimon World Re:Digitize Decode (jap. デジモンワールド リ:デジタイズ デコード Dejimonwārudo Ri: Dejitaizu Dekōdo) | Kōhei Fujino, Akiyoshi Hongō                   | Kwiecień 2013    | Zawieszona                       |
| Dragon Quest – Dai no Daibouken: Yuusha Avan to Gokuen no Maoh (jap. ドラゴンクエスト ダイの大冒険 勇者アバンと獄炎の魔王) | Yusaku Shibata, Riku Sanjō                     | 19 września 2020 |                                  |
| Inu Mayuge de Ikō (jap. 犬マユゲでいこう) | Ishizuka 2 Yūko                                | Lipiec 1994      |                                  |
| Metaphor: ReFantazio (jap. メタファー：リファンタジオ Metafā: Rifantajio) | Yōichi Amanom, Atlus                           | 21 stycznia 2025 |                                  |
| N E O Shindō no “Puro” Rōōogu!! (jap. N・E・Oシンドーの“プロ”ローーーーグ!!) | Kasaiyūji, N E O Shindō                        | Marzec 2024      |                                  |
| Yu-Gi-Oh! OCG Structures (jap. 遊☆戯☆王OCGストラクチャーズ Yūgiō Ofisharu Kādo Gēmu Sutorakuchāzu) | Masashi Sato                                   | 21 czerwca 2019  |                                  |
| Yu-Gi-Oh! OCG Stories (jap. 遊☆戯☆王OCGストーリーズ) | Naohito Miyoshi, Shin Yoshida                  | 21 kwietnia 2019 |                                  |

### Serie zakończone
- Gyakuten Saiban: Sono „Shinjitsu”, Igiari! (jap. 逆転裁判 ～その「真実」、異議あり！～)[28] – publikowana od 19 marca 2016 do 21 lipca 2017 (Naoyuki Kageyama)
- The Brief Return of Dr. Slump (jap. ちょっとだけかえってきたDr.スランプ Chotto Dake Kaettekita Dokutā Suranpu)[7] – publikowana od 21 lutego 1993 do września 1996 (Takao Koyama, Katsuyoshi Nakatsuru, Akira Toriyama)
- Combustible Campus Guardress (jap. 爆炎CAMPUSガードレス Bakuen Kyanpasu Gādoresu)
- Digimon Adventure V-Tamer 01 (jap. デジモンアドベンチャーVテイマー01 Dejimon Adobenchā V-Teimā 01)[29] – publikowana 21 listopada 1998 do 21 sierpnia 2003 (Hiroshi Izawa)
- Digimon Next (jap. デジモン ネクスト Dejimon Nekusuto)[30] – publikowana od lutego 2006 do lutego 2008 (Tatsuya Hamazaki, Takeshi Okano)
- Digimon Universe: App Monsters (jap. デジモンユニバース アプリモンスターズ Dejimon Yunibāsu Apuri Monsutāzu)[31][32] – publikowana od 21 września 2016 do 21 sierpnia 2017 (Akiyoshi Hongo, Naoki Akamine)
- Digimon Xros Wars (jap. デジモンクロスウォーズ Dejimon Kurosu Wōzu) – publikowana od 21 czerwca 2010 do 21 marca 2012 (Yuki Nakashima)
- Dragon Ball: Episode of Bardock (jap. ドラゴンボール：エピソードオブバーダック Doragon Bōru: Episōdo obu Bādakku)[33] – publikowana od 21 czerwca do 21 sierpnia 2011 (Naho Ōishi)
- Dragon Ball: Yo! Son Goku and His Friends Return!! (jap.  ドラゴンボール オッス! 帰ってきた孫悟空と仲間たち! Doragon Bōru Ossu! Kaette Kita Son Gokū to Nakama-tachi!!)[7] – publikowana od 21 marca do 21 kwietnia 2009 (Naho Ōishi)
- Dragon Ball Heroes: Victory Mission (jap. ドラゴンボール ヒーローズ ビクトリーミッション) – publikowana od listopada 2012 do 2024 (Toyotarou)
- Dragon Quest: Souten no Soura (jap. ドラゴンクエスト 蒼天のソウラ Doragon Kuesuto Sōten no Soura) – publikowana od 2013 (Yūki Nakashima, Yūji Horii)
- Dragon Quest Treasures Another Adventure Fadora no Takarajima (jap. ドラゴンクエスト トレジャーズ アナザーアドベンチャー ファドラの宝島) – publikowana od listopada 2022 (Masaki Hara, Yōichi Amano)
- Dub & Peter 1[34][35] – publikowana od 22 listopada 1992 do 4 kwietnia 1993 (Akira Toriyama)
- Element Hunters (jap. エレメントハンター Eremento Hantā) – publikowana od lipca 2009 do sierpnia 2010 (Yuuki Nakashima)
- Gaist Crusher (jap. ガイストクラッシャー Gaisutokurasshā)[7] – publikowana od 2013 do 2015 (Yasuki Tanaka)
- Go! Go! Ackman (jap. ゴーゴーアックマン Gō Gō Akkuman)[36] – publikowana od 7 lipca 1993 do października 1994 (Akira Toriyama)
- Haō Taikei Ryū Knight (jap. 覇王大系リューナイト Haō Taikei Ryū Naito)[37] – publikowana od 1993 do 1995 (Takehiko Itō)
- Kinnikuman Nisei: All Chōjin Dai-Shingeki (jap. キン肉マンⅡ世: オール超人大進撃 Kinnikuman Nisei: Ōru Chōjin Dai Shingeki)[38] – publikowana od maja 2001 do marca 2007 (Yudetamago)
- Onmyō Taisenki (jap. 陰陽大戦記) – publikowana od listopada 2003 do lutego 2006 (Yoshihiko Tomizawa)
- Shadow Lady (jap. シャドウレディ Shadō Redi)[39] – publikowana w 1993 (Masakazu Katsura)
- Rycerze Zodiaku (jap. 聖闘士星矢 Saint Seiya)[40] – opublikowana 12 grudnia 1990 (tylko jeden rozdział[1]) (Masami Kurumada)
- Slime Dawn!! (jap. スライムドーン!!) – publikowana od lutego 2016 do 2021 (Osamu Kaneko)
- Slime Mori Mori Dragon Quest (jap. スライムもりもりドラゴンクエス)[7]
- Soldier of Savings Cashman (jap. 貯金戦士 CASHMAN Chokin Senshi Kyasshuman)[41] – publikowana od 12 grudnia 1990 do 27 listopada 1991 (Akira Toriyama)
- Viewtiful Joe (jap. ビューティフル ジョー Byūtifuru Jō)
- Yu-Gi-Oh! GX (jap. 遊☆戯☆王デュエルモンスターズGX Yūgiō Dyueru Monsutāzu Jī Ekkusu)[42] – publikowana od 17 grudnia 2005 do marca 2011 (Naoyuki Kageyama)
- Yu-Gi-Oh! R (jap. 遊☆戯☆王R Yūgiō Āru)[43] – publikowana od 21 kwietnia 2004 do 21 grudnia 2007 (Akira Itō)
- Yu-Gi-Oh! 5D’s (jap. 遊☆戯☆王5D’s Yūgiō Faibu Dīzu)[44] – publikowana od 21 sierpnia 2009 do 21 stycznia 2015 (Masahiro Hikokubo, Masashi Satou)
- Yu-Gi-Oh! Zexal (jap. 遊☆戯☆王ZEXAL Yūgiō Zearu)[45][46] – publikowana od 18 grudnia 2010 do czerwca 2015 (Shin Yoshida, Naohito Miyoshi)
- Yu-Gi-Oh! Arc-V (jap. 遊☆戯☆王ARC-V Yūgiō Āku Faibu)[47] – publikowana od 21 sierpnia 2015 do 19 kwietnia 2019 (Shin Yoshida, Naohito Miyoshi)
- Yu-Gi-Oh! SEVENS Rook! Bakuretsu Hadou Den!! (jap. 遊☆戯☆王 ＳＥＶＥＮＳ ルーク！爆裂覇道伝！！ Yū☆Gi☆Ō Sebunsu Rūku! Bakuretsu Hadō Den!!)[48] – publikowana od 19 września 2020 do 19 marca 2022 (Hikokubo Masahiro, Sugie Tasuku)
- Z/X: Code Reunion (jap. ぜくすこーどりゆにおん)[49] – publikowana od września 2017 do 21 lipca 2020 (Tatsuhiko Urahata, Takuya Fujima)

## Nakład
| Rok / Okres                      | Miesięczny nakład    | Sprzedaż magazynów | Przychody ze sprzedaży (szacunkowo) | Cena     |
| -------------------------------- | -------------------- | ------------------ | ----------------------------------- | -------- |
| Wrzesień 1998 – Sierpień 2003    | 149 833              | 8 989 980          | 4 944 489 000¥                      | 550¥     |
| Wrzesień 2003 – Sierpień 2004    | 149 833              | 1 797 996          | 988 897 800¥                        | 550¥     |
| Wrzesień 2004 – Sierpień 2005    | 178 334              | 2 140 008          | 1 177 004 400¥                      | 550¥     |
| Wrzesień 2005 – Wrzesień 2007    | 178 334              | 4 458 350          | 2 452 092 500¥                      | 550¥     |
| Październik 2007 – Wrzesień 2008 | 366 667              | 4 400 004          | 2 420 002 200¥                      | 550¥     |
| Październik 2008 – Wrzesień 2009 | 379 167              | 4 550 004          | 2 502 502 200¥                      | 550¥     |
| Październik 2009 – Wrzesień 2010 | 391 667              | 4 700 004          | 2 585 002 200¥                      | 550¥     |
| Październik 2010 – Wrzesień 2011 | 320 834              | 3 850 002          | 2 117 501 100¥                      | 550¥     |
| Październik 2011 – Wrzesień 2012 | 302 500              | 3 850 002          | 2 117 501 100¥                      | 550¥     |
| Październik 2012 – Wrzesień 2013 | 292 500              | 3 510 000          | 1 930 500 000¥                      | 550¥     |
| Październik 2013 – Wrzesień 2014 | 252 500              | 3 030 000          | 1 666 500 000¥                      | 550¥     |
| Październik 2014 – Wrzesień 2015 | 233 334              | 2 800 008          | 1 540 004 400¥                      | 550¥     |
| Październik 2015 – Wrzesień 2016 | 258 333              | 3 099 996          | 1 704 997 800¥                      | 550¥     |
| Październik 2016 – Wrzesień 2017 | 212 500              | 2 550 000          | 1 402 500 000¥                      | 550¥     |
| Październik 2017 – Grudzień 2018 | 186 000              | 2 790 000          | 1 395 500 000¥                      | 550¥     |
| Styczeń 2019 – Grudzień 2019     | 167 000              | 2 004 000          | 1 142 280 000¥                      | 570¥     |
| Styczeń 2020 – Grudzień 2020     | 155 000              | 1 860 000          | 1 060 200 000¥                      | 570¥     |
| Styczeń 2021 – Grudzień 2021     | 147 000              | 1 764 000          | 1 005 480 000¥                      | 570¥     |
| Styczeń 2022 – Grudzień 2022     | 147 000              | 1 764 000          | 1 005 480 000¥                      | 570¥     |
| Wrzesień 1998 – Grudzień 2022    | 240 077 (szacunkowo) | 63 908 354         | 35 297 434 700¥ (238,5 mln $)       | 550–570¥ |